# Kontinuitási egyenlet
A kontinuitási egyenlet minden alábbi példája ugyanazt a gondolatot fejezi ki. A kontinuitási egyenletek a megmaradási törvények (erősebb) lokális kifejezései.

## Elektromágneses elmélet
Az elektrodinamikában a kontinuitási egyenlet két Maxwell-egyenletből vezethető le. Azt fejezi ki, hogy az áramsűrűség divergenciája egyenlő a töltéssűrűség változási sebességének mínusz egyszeresével:
{\displaystyle \nabla \cdot \mathbf {j} =-{\partial \rho  \over \partial t}}

### Származtatás
Az egyik Maxwell-egyenlet szerint:
{\displaystyle \nabla \times \mathbf {H} =\mathbf {j} +{\partial \mathbf {D}  \over \partial t}.}
Mindkét oldal divergenciáját véve:
{\displaystyle \nabla \cdot \nabla \times \mathbf {H} =\nabla \cdot \mathbf {j} +{\partial \nabla \cdot \mathbf {D}  \over \partial t}},
de egy rotáció divergenciája nulla:
{\displaystyle \nabla \cdot \mathbf {j} +{\partial \nabla \cdot \mathbf {D}  \over \partial t}=0.\qquad \qquad (1)}
Egy másik Maxwell-egyenlet szerint:
{\displaystyle \nabla \cdot \mathbf {D} =\rho .\,}
Helyettesítsük ezt be az (1) egyenletbe:
{\displaystyle \nabla \cdot \mathbf {j} +{\partial \rho  \over \partial t}=0,\,}
ami a kontinuitási egyenlet.

### Interpretáció
Az áramsűrűség a töltéssűrűség áramlása vagy az áram(erősség) sűrűsége. A kontinuitási egyenlet szerint ha töltés távozik egy infinitezimális térfogatból (azaz az áramsűrűség divergenciája pozitív), akkor a töltés mennyisége a térfogatban csökken. Ezért a kontinuitási egyenlet az elektromos töltésmegmaradás kifejezése.

## Áramlástan
Az áramlástanban a kontinuitási egyenlet a tömegmegmaradás kifejezése. Differenciális alakban:
{\displaystyle {\partial \rho  \over \partial t}+\nabla \cdot (\rho \mathbf {u} )=0}
ahol {\displaystyle \rho } a sűrűség, t az idő, és u a folyadéksebesség.

## Kvantummechanika
A kvantummechanikában a valószínűség megmaradása szintén 'kontinuitási egyenlethez vezet. Legyen P(x, t) a valószínűségsűrűség, amivel:
{\displaystyle \nabla \cdot \mathbf {j} =-{\partial  \over \partial t}P(x,t)}
ahol j a valószínűségi áram.